# RiscOS
RiscOS é um sistema operativo (sistema operacional no Brasil) desenvolvido durante as décadas de 1980 e 1990 pela MIPS Computer Systems para estações de trabalho e servidores
O RiscOS foi baseado grandemente no System V com adições do 4.3BSD, portados à arquitetura MIPS